# Брачный период
Брачный период, или брачный сезон — временной период спаривания у животных, является элементом биологического ритма и составной частью жизненного цикла организма. На большей части земного шара имеет четкий сезонный характер, то есть происходит только в конкретное время года. В это время у самцов (в очень редких случаях — у самок) достигают наибольшего развития вторичные половые признаки (например, рога у оленей) и развиваются особые, нацеленные на размножение, формы брачного поведения (репродуктивного поведения), например, гон у парнокопытных млекопитающих или токование у тетеревиных, некоторых куликов и некоторых других птиц. Брачный период является периодом сезонной активности половых желез (гонад), органов, образующих половые клетки (яйцеклетки и сперматозоиды) и половые гормоны. Развитие половых желез в брачный период и сопутствующие этому явления осуществляются на основе внутренней физиологической ритмики организма, которая контролируется внешними факторами. Во внетропических областях Земли основным внешним регулятором сезонности размножения является фотопериод. В тропиках же многие животные размножаются без строгой периодичности, однако и здесь начало брачного периода часто приурочено к сезону дождей. У значительной части позвоночных умеренных широт брачный период регулируется продолжительностью световой части дня. Если световой день короткий, то нейроны надперекрёстного ядра сигнализируют об этом нейронам гипоталамуса, регулирующим посредством выделения гормона мелатонина активность передней доли гипофиза и ряда ядер гипоталамуса. Мелатонин влияет на секрецию тироид-стимулирующего гормона и ферментов обмена гормонов щитовидной железы Dio2 и Dio3. Все они влияют на увеличение количества пептидов, происходящих от белка-предшественника NPVF: RFRP-1 и RFRP-3. Эти пептиды являются антагонистами регулятора активности половой системы — гонадотропин-рилизинг-гормона.
Сезонные сроки брачного периода сформировались в процессе эволюции таким образом, что рождение молодых приходится на начало наиболее благоприятного сезона года — обычно это лето. У животных с небольшим сроком беременности (зайцы, грызуны, некоторые хищные млекопитающие) гон происходит ранней весной и летом, а у видов с продолжительной беременностью — осенью, например, у крупных копытных и некоторых хищных, или даже летом (у куницы и соболя) года, предшествующего родам. Брачный период может смещаться во времени в зависимости от внешних условий — погоды, наличия кормов и т. п.
В брачный период брачное поведение синхронизирует половую активность самцов и самок, повышает вероятность встречи особей противоположного пола и способствует отбору производителей. Брачное поведение включает характерные двигательные и звуковые реакции, а также выделение специфических запахов — аттрактантов, привлекающих животных противоположного пола. У некоторых видов, например, у самцов пищух, в брачный период резко возрастает вокальная активность, характеризующаяся громким и частым пением. Сложные, длительные и мелодичные песни самцов пищух напоминают весеннее пение певчих птиц. На связь такой формы брачного поведения с репродуктивной активностью указывает совпадение по времени повышения вокальной активности с увеличением размеров семенников. У благородных оленей рев и турнирные бои между самцами совпадают по времени с повышением концентрации мужского полового гормона тестостерона.